# Mariangela
Mariangela  è un nome proprio di persona italiano femminile.

## Varianti
- Femminili: Maria Angela[1][2], Mariangiola[1], Maria Angiola[1][2]

## Origine e diffusione
Si tratta di un nome composto, formato dall'unione di Maria ed Angela. Secondo dati raccolti negli anni '70, con 51.000 occorrenze è il sesto per diffusione fra i composti basati su Maria, dietro a Maria Teresa, Maria Luisa, Maria Grazia, Maria Rosa e Maria Pia.

## Onomastico
L'onomastico si può festeggiare lo stesso giorno di Maria o di Angela; con questo nome si ricorda anche una beata, Maria Angela Astorch, monaca clarissa cappuccina a Murcia, commemorata il 2 dicembre.

## Persone
- Mariangela, cantante italiana

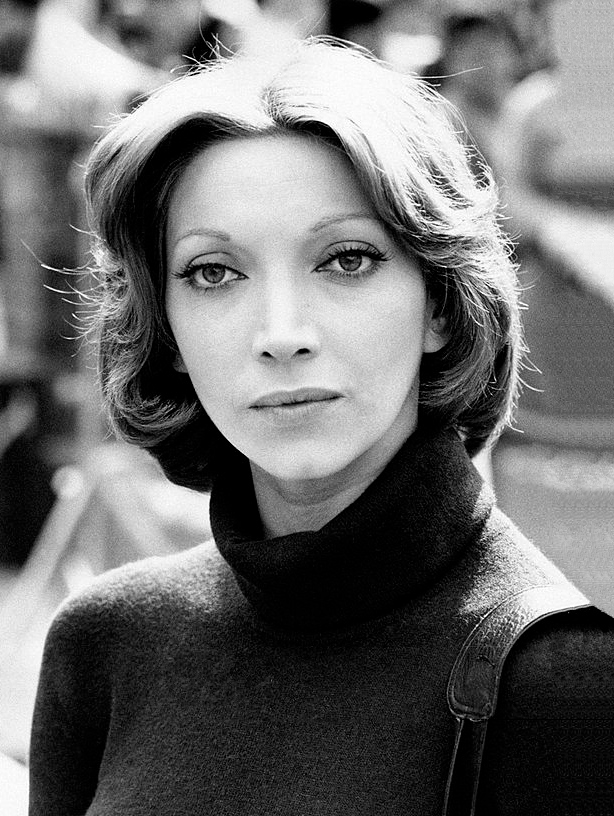
Mariangela Melato

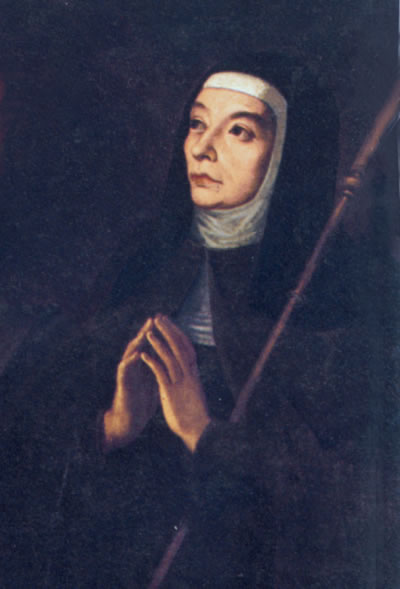
Maria Angela Astorch

- Mariangela Bastico, politica e insegnante italiana
- Mariangela Camocardi, scrittrice italiana
- Mariangela Cerrino, scrittrice italiana
- Mariangela Cirone, cestista italiana
- Mariangela D'Abbraccio, attrice italiana
- Mariangela Fissore, schermitrice italiana
- Mariangela Giordano, attrice italiana
- Mariangela Gualtieri, poetessa e scrittrice italiana
- Mariangela Melato, attrice italiana
- Mariangela Perrupato, sincronetta italiana
- Mariangela Tulumello, nobildonna e filantropa italiana
- Mariangela Virgili, religiosa italiana

### Variante Maria Angela
- Maria Angela Ardinghelli, scienziata, fisica e traduttrice italiana
- Maria Angela Astorch, religiosa spagnola
- Maria Angela Cassol, medaglista italiana
- Maria Angela Truszkowska, religiosa polacca
- Maria Angela Zappia Caillaux, diplomatica italiana

### Variante Mariangiola
- Mariangiola Criscuolo, pittrice italiana

## Il nome nelle arti
- Mariangela Fantozzi è un personaggio ideato da Paolo Villaggio, figlia di Ugo Fantozzi.
- Meadow Mariangela Soprano è un personaggio della serie televisiva I Soprano.